# Alejandro Gamboa
 (avril 2017).
Alejandro Gamboa Garcia (né à Mexico le 2 février 1954), connu sous le nom de Alex Gamboa, est un réalisateur de film et telenovelas mexicaines.

## Biographie
Il a obtenu une licence en sciences de la communication dans l'université latino-américaine et a étudié par la suite le cinéma au Centre universitaire des études de cinéma (CUEC) de l'université national autonome du Mexique (UNAM). En 1986 il réalise ses premières œuvres en dirigeant Flores de asfalto, série télévisée de rock mexicain, Luces del tiempo, programme sur l'anthropologie et l'histoire, et Vámonos tocando, programme de jazz.
De 1988 à 1992 il réalise des programmes comiques comme La caravana y El Güiri Güiri y otros bichos. En 1993, il fait ses débuts au cinéma avec Perfume, efecto inmediato. En 1997, il obtient son premier succès avec le film La primera noche, dans lequel il aborde de manière libre et franche la sexualité juvénile. Puis il réalise La segunda noche en 2000 et La última noche en 2005.

## Filmographie

### Cinéma
Il a réalisé les films ci-dessous :
- Viaje de generación (2012)
- La última noche (2005)
- Cero y van cuatro (2004)
- El tigre de Santa Julia (2002)
- La segunda noche[1] (1999)
- La primera noche[1] (1997)
- Educación sexual en breves lecciones (1994)
- Perfume, efecto inmediato (1993)

### Télévision

#### Séries
- El Pantera (2007)
- Quince años, película para televisión (2007)
- La hora marcada (1986)
- Flores de asfalto (1986)

#### Telenovelas
Televisa (chaîne mexicaine)
- Pasión y poder (2015/16) (Director de Escena en Locación)
- Corona de lágrimas (2012/13) (Director de Escena en Locación)
- Primera parte de Cachito de cielo (2012) (Director de Escena en Locación)
- La que no podía amar (2011/12) (Director de Escena en Locación)
- Teresa (2010/11) (Director de Escena en Locación)
- Los exitosos Pérez (2009) (Director de Escena en Locación)
- Primera parte de Un gancho al corazón (2008/09) (Director de Escena en Locación)
- Al diablo con los guapos (2007/08) (Director de Escena en Locación)
- Segunda parte de Código postal (2006/07) (Director de Escena)
- Primera parte de Código postal (2006/07) (Director de Escena en Locación)
- Locura de amor (2000) (Director de Escena en Locación)

TV Azteca (chaîne mexicaine)
- Las Juanas (2004) (Director de Escena)
- La casa del naranjo (1998) (Director de Escena)

Cadenatres (chaîne mexicaine)
- Amor sin reserva (2014) (Director de Escena)

## Récompenses et distinctions
| Année | Catégorie                    | Telenovelas (séries latino-américaine) | Résultat |
| ----- | ---------------------------- | -------------------------------------- | -------- |
| 2013  | Prix du meilleur réalisateur | Corona de lágrimas                     | Nommé    |
| 2009  | Prix du meilleur réalisateur | Los exitosos Pérez                     | Nommé    |